# Antoni Sokołowski
Antoni Sokołowski (ur. 5 marca 1940, zm. 12 marca 2017) – polski bokser, medalista mistrzostw Polski w boksie.

## Życiorys
Jako zawodnik był wychowankiem BBTS Bielsko-Biała i walczył w kategorii muszej. W sezonie 1959/1960 w barwach bielskiego zespołu zdobył tytuł drużynowego mistrza Polski. Był brązowym medalistą indywidualnych mistrzostw Polski w 1962. Po przeprowadzce do Jastrzębia był zawodnikiem Górnika Jas-Mos, następnie wieloletnim kierownikiem drużyny GKS Jastrzębie (w 1977 jego drużyna świętowała mistrzostwo Polski). Zmarł 12 marca 2017 i został pochowany na Cmentarzu Rzymskokatolickim przy ul. Grunwaldzkiej w Bielsku-Białej.